# Gettlinge
Gettlinge är en ort i Mörbylånga kommun i Kalmar län, belägen i Södra Möckleby socken på sydvästra Öland i den västra delen av Stora alvaret cirka 15 kilometer söder om centralorten Mörbylånga.
Utanför Gettlinge ligger Gettlinge gravfält.